# Eros Pellini
Eros Pellini (Milano, 24 giugno 1909 – Milano, 10 ottobre 1993) è stato uno scultore italiano.
Fu abile modellatore, maestro delle fusioni a cera persa, noto per la purezza e delicatezza delle sue opere.

## Biografia
Figlio di Eugenio Pellini e Dina Magnani, frequenta, sin da bambino, lo studio del padre ma non si dedica immediatamente all'attività di scultore, preferendo guadagnarsi da vivere come incisore e incassatore di pietre, nel contempo formandosi presso la scuola serale dell'Accademia di Brera e quella degli Artefici, al Castello Sforzesco.
Decisivo per la sua formazione è l'anno 1930, allorché si iscrive all'Accademia di Brera dove ha per maestro Adolfo Wildt, alla cui morte egli diviene sostanzialmente autodidatta.
Espone a Milano sin dal 1931, vincendo il premio Canonica con la statua di Santa Teresa di Lisieux. Nel 1932 è alla III Sindacale di Milano con Arciere, scultura primitivista oggi perduta.  Nel 1934 presenta alla V Sindacale Lombarda il bronzoIl ragazzo, citato da Carlo Carrà tra le opere degne di nota in un articolo ne L'Ambrosiano. È di quell'anno anche il terzo premio del concorso Tantardini per Il pescatore, grande figura decorativa tardonovecentista. Mentre è del 1938 il premio alla IX Sindacale per Il selvaggio. Sempre a Milano, gli vengono anche assegnate importanti commissioni pubbliche come L'angelo della musica in marmo di Candoglia per il Duomo nel 1935 e L'arcangelo Michele, grande altorilievo in marmo per il palazzo di Giustizia del 1938. Nel 1937 nasce la figlia Matelda che ritrae in una testa in marmo nel 1949.
Nel 1939 inizia, per il Santuario di Santa Rita a Cascia, una serie di lavori che lo vedranno impegnato per oltre un decennio. Suoi sono i rilievi in travertino del portale d'ingresso della chiesa con la vita della Santa e gli angeli della facciata (1942-1945).
Parallelamente alla sua attività di scultore, collabora con Rancati, ditta milanese specializzata in allestimenti teatrali con cui lavora, tra il 1940 e il 1950, all'Arena di Verona, alla Scala e al teatro Strehler di Milano sperimentando un uso sempre più ampio di materiali.
Con un linguaggio ormai maturo, dagli anni 40 sviluppa la sua produzione artistica su due registri tematici. Da un lato, ci sono le opere di soggetto religioso in cui Pellini esprimerà sempre la sua profonda fede (è del 1947 il suo primo esempio di Annunciazione, tema più volte ripreso, esposto alla III mostra nazionale dell'Angelicum); dall'altro lato, la prima serie di nudi femminili (Ragazza pavese, 1948), piccoli bronzi e ritratti, finendo per elaborare una duplice, solo apparentemente inspiegabile, ricerca. Anche il soggetto circense (che poi si concretizzerà in sculture raffiguranti Acrobati, Giocolieri e Musicanti) fa la sua comparsa alla III mostra Nazionale del Sindacato nel 1941 con Ragazza al circo.
Gli anni Cinquanta sono anni fecondi. L'attività espositiva spazia dalla Biennale di Venezia (1956) alla Triennale e alla Permanente di Milano. Numerose sono poi le commissioni sia private che pubbliche. Nel 1953 esegue le statue in pietra di Vicenza de Le quattro stagioni per la fontana in piazza Giulio Cesare, a Milano. Del 1954 è lo stucco La terra, per sala Alessi di palazzo Marino. Nel 1954, con lo scultore Angelo Biancini, partecipa al concorso per il monumento a Vittorio Emanuele Orlando a Palermo con un complesso architettonico per cui realizza i bassorilievi con La vita dell'uomoe la Storia di Sicilia. Riceve anche diverse commissioni per opere di destinazione funebre che sono tappe fondamentali per sviluppare i suoi soggetti religiosi. Tra queste, si ricordano il bassorilievo in rame con La vita di Gesù (1950) per la cappella Bianchi e La Chiesa militante e La Chiesa trionfante (1952) per la tomba Ferrario, entrambe al Monumentale di Milano. Nel 1955 gli viene assegnata la medaglia d'oro alla X Triennale.
Nel 1960 è inaugurata una sua personale in una galleria di Fort Worth, in Texas. Espone a diverse edizioni della Mostra internazionale del Bronzetto di Padova e a Campione d'Italia. È presente alle esposizioni alla Permanente della sua città. Tra i riconoscimenti, nel 1965 riceve alla XXIV Biennale di Milano il premio Bagutta per la Bagnante. Nel 1962 esegue il bassorilievo I vecchi mestieri per l'istituto Stomatologico milanese. Nel 1966 realizza per papa Paolo VI una medaglia commemorativa in argento. Prosegue la vasta produzione di nudi e scene di vita quotidiana a cui si aggiungono, a metà del decennio, il tema delle ballerine e dei cavalli.
Nel 1971, gli viene commissionato il pannello di tema storico per il municipio di Campione d'Italia. Tra il 1973 e il 1974 esegue due rilievi per la chiesa romana di San Giuseppe al Trionfale. Nel 1977 è alla Permanente di Milano con una personale. Ad Alassio, nel 1978, vengono collocati sul Muretto Gli innamorati, una coppia in bronzo di grandi dimensioni che oggi sono il simbolo della città. Nel 1979 una serie di suoi lavori, tra cui La lapidazione di San Paolo, entrano a far parte della Collezione d'arte moderna del Vaticano.
Numerose sono le personali allestite in varie città italiane. Dal 1983 al 1985 la sua produzione subisce un'interruzione per l'aggravarsi di alcuni disturbi alla vista. Il 1986 segna una netta ripresa della sua attività con sculture di grandi dimensioni come Ballerina in riposo e Il nastrino. Verso la fine del decennio, Pellini riprende il tema intimista del colloquio con i piccoli pannelli di Ragazze al caffè e Ragazze al balcone, eseguiti tra il 1989 e il 1990. Nel 1991, realizza il suo ultimo esempio di rappresentazione sacra: Annunciazione, presentata alla XII rassegna di San Simpliciano. Lo stesso anno, Silvano Colombo organizza a Varese la mostra Di padre in figlio accompagnata da una approfondita pubblicazione dedicata al complesso rapporto tra le due generazioni degli scultori Pellini.